# Nachrichtentrommel

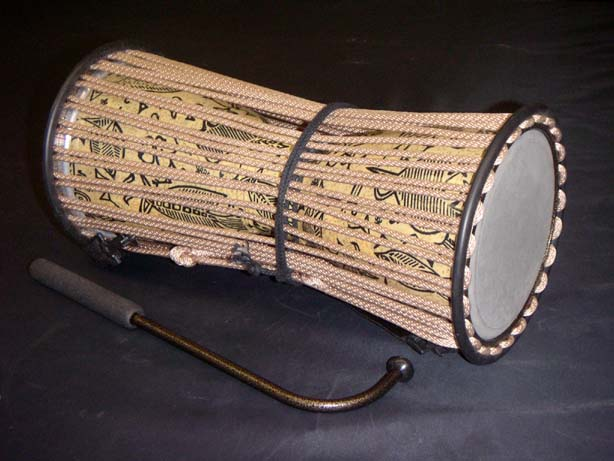
Afrikanische Nachrichtentrommel

Eine Nachrichtentrommel, auch Sprechtrommel, früher Buschtrommel, ist ein Schlaginstrument mit semantischer Funktion. Mit ihr können gesprochene Worte in eine festgelegte rhythmische Struktur übersetzt und übermittelt werden. Nach der Bauart lassen sich Nachrichtentrommeln in Membranophone, Schlitztrommeln und Reibtrommeln (Friktionstrommeln) einteilen.
In Afrika, Neuguinea und den amerikanischen Tropen verwendeten die Einheimischen jahrhundertelang eine Art Trommeltelegraphie, um sich miteinander über ferne Distanzen zu verständigen. Als europäische Expeditionen in den Dschungel kamen, um den Urwald zu erforschen, wurden sie durch die Tatsache überrascht, dass ihr Kommen und ihre Absichten durch den Wald bereits vor ihrem jeweiligen Eintreffen bekannt gemacht worden waren.
Zu den bekanntesten Nachrichtentrommeln zählen Trommeln, häufig Sanduhrtrommeln, aus Westafrika. Von den heute als Nigeria und Ghana bekannten Gebieten verbreiteten sie sich mit dem Sklavenhandel über Westafrika in Amerika und der Karibik. Dort wurde ihr Gebrauch untersagt, weil die Sklaven sie nutzten, um über große Entfernungen in einer ihren Besitzern unbekannten Sprache Verbindungen zu unterhalten.
Im übertragenen Sinne sagt man von Gerüchten, sie seien durch die Buschtrommel verbreitet worden.

## Typen
Die Trommeln werden an beiden Enden des Holzkörpers mit Fell, Fischhaut oder anderen Häuten überzogen, die mit einem hölzernen Band befestigt werden. Lederne Schnüre oder Zapfen laufen über die Länge des Trommelkörpers und werden jeweils miteinander verknotet. Werden diese Schnüre durch den Arm des Trommlers zusammengedrückt, erhöht sich die Spannung des Trommelfells, und das Instrument ändert seine Tonhöhe. Dieser modulationsfähige Instrumententyp wird vorwiegend auf Versammlungen oder Märkten bei zeremoniellen Handlungen wie Tanz, Ritualen, dem Geschichtenvortrag sowie bei der Kommunikation verwendet.
Einige Ausführungen der Nachrichtentrommel in den westafrikanischen Völkern sind:
- Tama  (Wolof, Senegal)
- Gangan, dunun (Yoruba, Nigeria)
- Odondo (Aschanti, Zentralghana)
- Lunna (Dagomba, Nordghana)
- Kalangu (Hausa, Nordnigeria und Niger)
- Nkúl (Beti, Bulu, Fang in Südkamerun, Äquatorialguinea und Gabun)

Im 20. Jahrhundert wurden die Nachrichtentrommeln ein Teil der Popularmusik Westafrikas, besonders in den Musikgenres Jùjú (Nigeria) und Mbalax (Senegal).
Schlitztrommeln mit Hohlräumen und schmalen Öffnungen, die mitschwingen, wenn sie angeschlagen werden, sind alle die größeren Holzinstrumente, die aus einem einzelnen Baumstamm ausgehöhlt werden. Unterschiedliche Wandstärken verändern die Töne, die durch den Anschlag mit schweren hölzernen Trommelstöcken erzeugt werden.
Während einige Trommeln als schlichte Nutzgeräte dienten, führte man andere in Gestalt künstlerisch hochentwickelter reich verzierter Plastik aus. Häufig hat eine Trommel einen kleinen Ständer, damit sie nicht den Boden berührt und ihr Ton auf diese Weise frei schwingen kann.

## Bauform
Nachrichtentrommeln wurden häufig als Schlitztrommeln aus ausgehöhlten Baumstämmen hergestellt. Je größer der Stamm, desto lauter war der Ton, und umso größer seine Reichweite. Auf einer Seite des Baumstammes wurde ein langer Schlitz eingeschnitten. Zunächst wurde der Baumstamm durch den Schlitz ausgehöhlt und Klangzungen (hölzerne Leisten) auf jeder Seite der Öffnung gelassen. Eine Trommel konnte so gestimmt werden, dass sie einen tieferen und einen höheren Ton erzeugte. Dafür musste sie unter der einen Zunge mehr, unter der anderen weniger ausgehöhlt werden. Die Zungen der Trommel werden mit Schlägeln angeschlagen, die den Rhythmus der hohen und tiefen Töne erzeugen. Die Trommeln wurden in regensicheren Räumen vor Witterungseinflüssen geschützt.
Unter günstigen Bedingungen kann der Ton über eine Entfernung von 8 km vernommen werden. Wichtige Botschaften wurden normalerweise von Dorf zu Dorf jeweils wiederholt.

## Europa
Im spanischen Baskenland diente früher das Aufschlagidiophon Txalaparta als Kommunikationsmittel. Das Txalaparta ist ein Perkussionsinstrument aus einem Satz von über einem Baumstamm gelegten Klanghölzern. Es wird mit 50 cm langen Stöcken (makilak) geschlagen. Ähnlich dem Xylophon erklingt je nach Anschlag ein anderer Ton. Mit der Verbreitung des Telefons und anderer Medien geriet das Txalaparta als Kommunikationsmittel außer Gebrauch; es wird heute als Musikinstrument verwendet.
Im europäischen Militär war die Trommel von der Renaissance bis weit ins 19. Jahrhundert ein wichtiges Signalinstrument, mit dem Angriffs- und Rückzugssignale gegeben werden konnten. Trommelwirbel als Ankündigungssignal gibt es in der Zirkusmusik und gingen öffentlichen Ankündigungen durch Herolde voraus.

## Trommelsprache

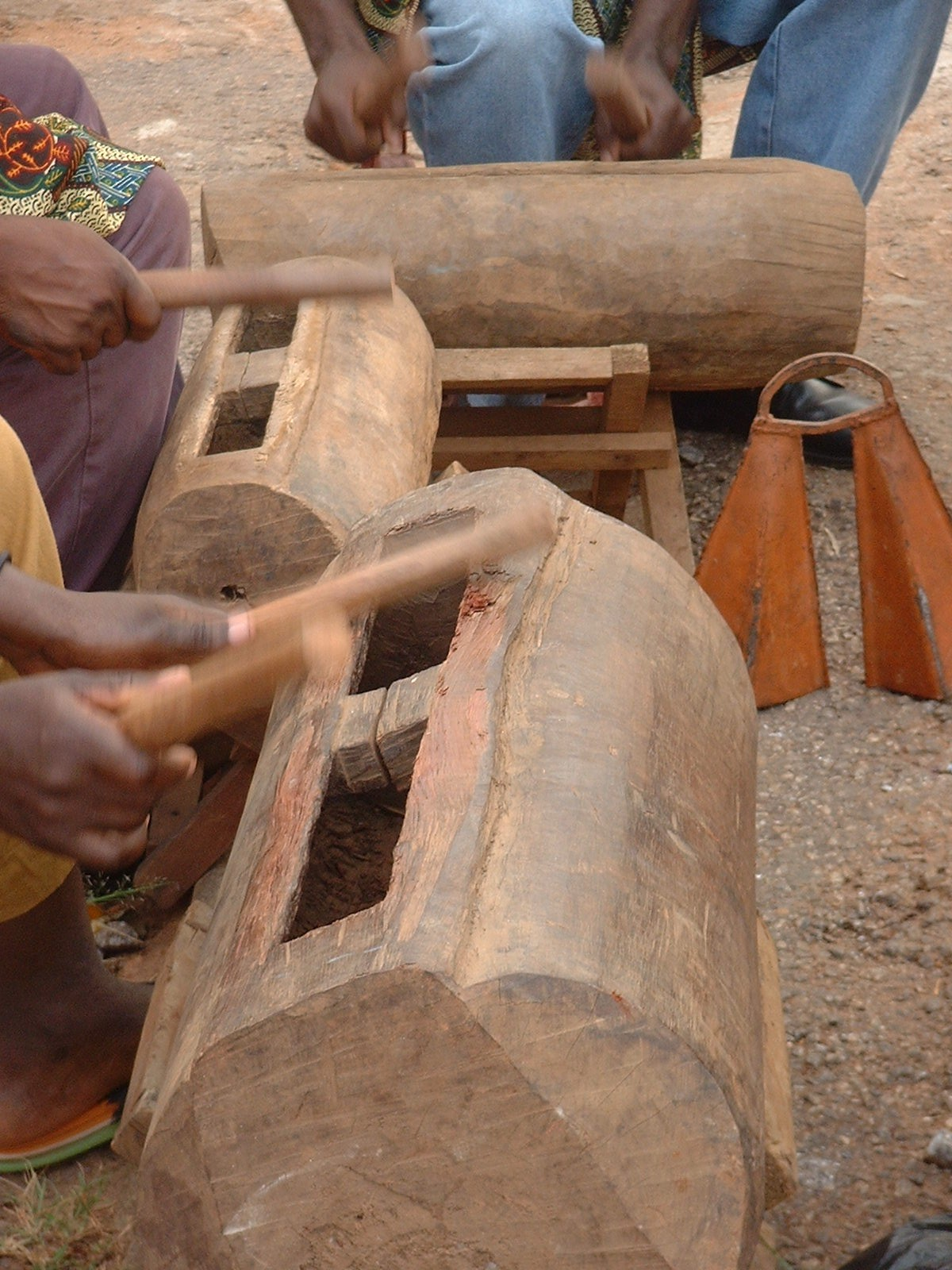
Schlitztrommel aus Kamerun

Das traditionelle in Afrika übliche Trommeln lässt sich in drei unterschiedliche Arten unterteilen. Zum einen kann ein Rhythmus einen Gedanken (oder ein Signal) darstellen. Zum anderen kann er die Form einer gesprochenen Äußerung wiederholen und zum dritten kann er einfach auf musikalischen Regeln beruhen.
Kommunikationsmethoden per Trommel sind nicht Sprachen im eigentlichen Sinn; sie basieren auf tatsächlichen natürlichen Sprachen. Die Töne, die erzeugt werden, beruhen auf Konventionen; idiomatische Signale basieren auf Sprechmustern. Die Botschaften sind normalerweise feste Stereotype und kontextabhängig. Möglichkeiten neuer Kombinationen und Ausdrucksmöglichkeiten fehlen.
In Zentralafrika und Ostafrika stellen die Trommelsprachmuster Silbenlängen und Töne der jeweiligen afrikanischen Sprache dar. In Tonsprachen, wo Silben mit einem bestimmten Ton verbunden sind, werden einige Wörter nur durch ihr suprasegmentales Profil unterschieden. Daher können Silbentrommelsprachen eine Nachricht häufig allein durch die tonalen Phoneme übermitteln.
In bestimmten Sprachen wird der Taktabstand jeder Silbe speziell auf eine jede angrenzende Silbe festgelegt. In diesen Fällen können Nachrichten mit der gleichen Schlaggeschwindigkeit wie die Redegeschwindigkeit übertragen werden, da Rhythmus und Sprachmelodik als je gleichwertige gesprochene Äußerung anzusehen sind.
Zu Übermittlungsfehlern kann es wegen der überaus vieldeutigen Natur der Kommunikation kommen. Diese werden durch den jeweiligen Kontext und den Gebrauch fester Wendungen verringert. In Jabo beispielsweise sprechen die meisten Ethnien monosyllabisch. Indem man ein Sprichwort oder einen Ehrentitel verwendet, um einem Tier, einer Person oder Gegenstand eine höhere Bedeutung zu verleihen, kann der entsprechende Einzelschlag durch ein rhythmisches oder melodisches Motiv mit dem adäquaten Thema ersetzt werden. Tatsächlich verstehen nicht alle Hörer alle festen Redewendungen; die Trommelsprache dient lediglich dem Niveau der Verständigung im jeweils unmittelbaren Interesse.
Einige Völker wie die Melanesier erweiterten diese Methode, indem sie zur Bildung ihrer Trommelsignale Zeichen frei erfanden. Dies steht in deutlichem Gegensatz zu den Efik von Nigeria, die solche Botschaften gebrauchen, die eine exakte Entsprechung zu den Tönen der jeweiligen Morpheme darstellen. Wieder anders verhält es sich bei der Ewe-Sprache in Togo, wo nur Hauptsätze und ihre Kombinationen in die Trommelsprache übersetzt werden. Kleinere Einheiten werden nicht verwendet; ein Klangbild gibt einen jeweils vollständigen Gedanken wieder. Ähnlich verhält es sich bei den Tangu von Neuguinea, deren Signale Redewendungen darstellen, die aus Teilen bekannter Melodien, quasi-poetischen Rhythmen oder lediglich persönlich vereinbarten Rhythmen bestehen.
Eine Trommel als Sprechgerät ist kulturell definiert und von den linguistisch/kulturellen Grenzen abhängig. Folglich leidet diese Kommunikation ebenso unter Übersetzungsproblemen wie die wörtliche Kommunikation. Es gibt keine internationale Trommelsprache.
Sprechtrommeln wurden von deutschen Kolonialbeamten Anfang des 20. Jahrhunderts in der Station Jaunde in Kamerun für Verwaltungsaufgaben verwendet. Es gab dort einen zweigeschossigen Trommelturm aus Ziegelsteinen.